# موئسک
موئسک (به انگلیسی: MOESK) یا شبکه برق مسکو که نام پیشین آن؛ شبکه برق منطقه‌ای مسکو بود، شرکت انتقال و توزیع برق روسیه می‌باشد، که عمده خدمات آن، در استان مسکو متمرکز می‌باشد.
این شرکت همچنین در زمینه ارائه سرویس‌ها و خدمات نصب و راه‌اندازی، تعمیر و نگهداری و خدمات فنی تجهیزات الکتریکی نیز فعالیت می‌نماید.
شرکت موئسک در تاریخ ۱ آوریل ۲۰۰۵ و در پی تجدید ساختار شرکت موس‌انرگو، تأسیس شد. این شرکت در حال حاضر دارای بیش از ۶۰۷ مرکز تغذیه با ولتاژ بالا، ۱۵٫۵۹۰ کیلومتر، خطوط انتقال برق، ۱،۴۰۸ کیلومتر خطوط کابلی ولتاژ بالا و ۱۲۱،۱۴۵ کیلومتر شبکه توزیع برق می‌باشد.
دفتر مرکزی شرکت موئسک در شهر مسکو قرار دارد. موئسک یکی از شرکت‌های زیرمجموعه شبکه روسی محسوب می‌شود. قلمرو تحت پوشش موئسک، منطقه‌ای به وسعت ۴۷،۰۰۰ کیلومتر مربع، با جمعیت حدود ۱۷ میلیون نفر را، در بر می‌گیرد.